# (72071) Gábor
(72071) Gábor est un astéroïde de la ceinture principale.

## Description
(72071) Gábor est un astéroïde de la ceinture principale. Il fut découvert le 31 décembre 2000 à Piszkesteto par Krisztián Sárneczky et László L. Kiss. Il présente une orbite caractérisée par un demi-grand axe de 2,37 UA, une excentricité de 0,14 et une inclinaison de 4,9° par rapport à l'écliptique.

## Compléments